# Sulastorfotshöna
Sulastorfotshöna (Megapodius bernsteinii) är en hotad hönsfågel i familjen storfotshöns som förekommer i Indonesien.

## Utseende
Sulastorfotshönan är en 35 cm lång, typisk storfotshöna med mycket kort stjärt och proportionellt lång hals och långa ben. Fjäderdräkten är rätt enfärgad, med kastanjebrunt på nedre delen av ryggen och rostbrunt på nedre delen av bröstet och buken. Rut ögat syns skär bar hud omringat av grått. Ben och fötter är röda eller oragnefärgade.

## Utbredning och systematik
Sulastorfotshönan förekommer i låglänta områden i Banggaiöarna och Sulaöarna (utanför Sulawesi). Den behandlas som monotypisk, det vill säga att den inte delas in i några underarter.

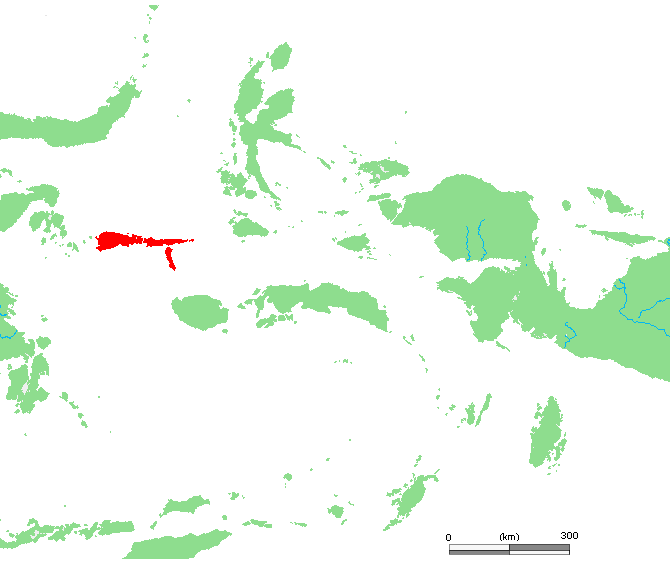
Fågelns svenska namn syftar på indonesiska Sulaöarna där den förekommer.

## Status och hot
Internationella naturvårdsunionen IUCN anser att vanuatustorfotshönan är utrotningshotad och placerar den i kategorin sårbar. Sentida studier visar att arten minskar kraftigt i antal till följd av habitatförlust och hårt jakttryck. Världspopulationen uppskattas till mellan 10.000 och 20.000 vuxna fåglar.

## Namn
Fågelns vetenskapliga artnamn hedrar Heinrich Agathon Bernstein (1828-1865), tysk läkare, zoolog och samlare av specimen.